# Jan Dufek
Jan Dufek (* 20. února 1997, Brno) je český hokejový útočník hrající za tým Spartiates de Marseille v Ligue Magnus.

## Statistiky

### Klubové statistiky
| Sezóna         | Klub                         | Soutěž         |     | Základní část | Základní část | Základní část | Základní část | Základní část |   | Play off | Play off | Play off | Play off | Play off |
| Sezóna         | Klub                         | Soutěž         | Z   | G             | A             | B             | TM            | Z             | G | A        | B        | TM       |          |          |
| 2015/16        | Sherbrooke Phoenix           | QMJHL          | 36  | 4             | 9             | 13            | 6             | —             | — | —        | —        | —        |          |          |
| 2015/16        | Blainville-Boisbriand Armada | QMJHL          | 22  | 7             | 5             | 12            | 6             | 10            | 4 | 2        | 6        | 4        |          |          |
| 2016/17        | HC Verva Litvínov            | ČHL-20         | 27  | 18            | 20            | 38            | 10            | —             | — | —        | —        | —        |          |          |
| 2016/17        | HC Verva Litvínov            | ČHL            | 8   | 0             | 0             | 0             | 2             | —             | — | —        | —        | —        |          |          |
| 2016/17        | HC Most                      | 1. ČHL         | 25  | 4             | 6             | 10            | 24            | —             | — | —        | —        | —        |          |          |
| 2017/18        | HC Verva Litvínov            | ČHL-20         | 7   | 7             | 6             | 13            | 4             | —             | — | —        | —        | —        |          |          |
| 2017/18        | HC Verva Litvínov            | ČHL            | 7   | 0             | 0             | 0             | 0             | —             | — | —        | —        | —        |          |          |
| 2017/18        | HC Slovan Ústí nad Labem     | 1. ČHL         | 13  | 3             | 1             | 4             | 14            | —             | — | —        | —        | —        |          |          |
| 2017/18        | SK Trhači Kadaň              | 1. ČHL         | 24  | 6             | 3             | 9             | 10            | —             | — | —        | —        | —        |          |          |
| 2018/19        | HC RT TORAX Poruba 2011      | 1. ČHL         | 35  | 9             | 16            | 25            | 38            | —             | — | —        | —        | —        |          |          |
| 2018/19        | PSG Berani Zlín              | ČHL            | 6   | 0             | 3             | 3             | 0             | 5             | 1 | 1        | 2        | 0        |          |          |
| 2019/20        | PSG Berani Zlín              | ČHL            | 46  | 15            | 14            | 29            | 28            | 2             | 0 | 0        | 0        | 0        |          |          |
| 2019/20        | HC Zubr Přerov               | 1. ČHL         | 4   | 2             | 3             | 5             | 6             | —             | — | —        | —        | —        |          |          |
| 2020/21        | PSG Berani Zlín              | ČHL            | 26  | 2             | 5             | 7             | 8             | —             | — | —        | —        | —        |          |          |
| 2021/22        | BK Mladá Boleslav            | ČHL            | 25  | 4             | 4             | 8             | 12            | —             | — | —        | —        | —        |          |          |
| 2021/22        | HC Škoda Plzeň               | ČHL            | 24  | 0             | 4             | 4             | 10            | 3             | 1 | 0        | 1        | 0        |          |          |
| 2022/23        | HC Kometa Brno               | ČHL            | 31  | 1             | 0             | 1             | 33            | —             | — | —        | —        | —        |          |          |
| 2022/23        | HC RT TORAX Poruba 2011      | 1. ČHL         | 10  | 2             | 6             | 8             | 27            | 4             | 0 | 2        | 2        | 0        |          |          |
| 2023/24        | Spartiates de Marseille      | Ligue Magnus   | 42  | 10            | 17            | 27            | 17            | 7             | 1 | 1        | 2        | 2        |          |          |
| ČHL celkově    | ČHL celkově                  | ČHL celkově    | 173 | 22            | 30            | 52            | 93            | 11            | 2 | 1        | 3        | 0        |          |          |
| 1. ČHL celkově | 1. ČHL celkově               | 1. ČHL celkově | 111 | 26            | 35            | 61            | 119           | 4             | 0 | 2        | 2        | 0        |          |          |

### Reprezentace
| Rok                       | Tým                       | Soutěž                    | Z | G | A | B | TM |
| ------------------------- | ------------------------- | ------------------------- | - | - | - | - | -- |
| 2015                      | Česko 18                  | MS-18                     | 5 | 0 | 1 | 1 | 4  |
| Juniorská kariéra celkově | Juniorská kariéra celkově | Juniorská kariéra celkově | 5 | 0 | 1 | 1 | 4  |